# Kusu Island
Kusu Island ou Pulau Kusu ou Pulau Tembakul (en chinois : 龟屿, en malais : குசுத் தீவு), est une île située dans le Sud-Est de l'île principale de Singapour.

## Géographie
Située à 5,6 km au sud de Pulau Ujong dans le détroit de Singapour, elle s'étend sur une longueur d'environ 640 m pour une largeur approximative de 250 m.

## Histoire
Une partie de l'île est un agrandissement artificiel. Plusieurs temples y ont été construits, trois musulmans et un chinois établit en 1923 par un homme d'affaires.

## Galerie

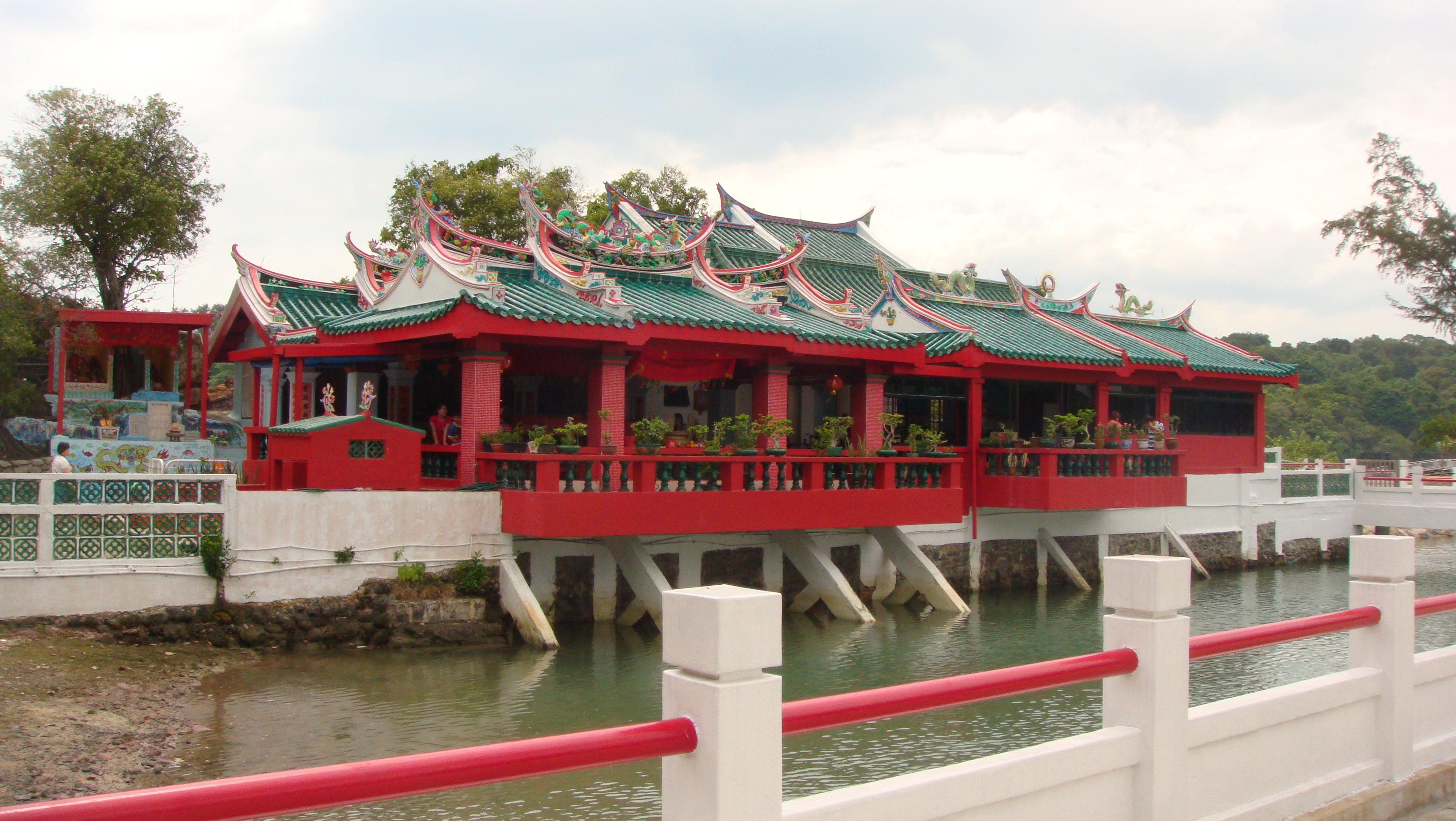
Le temple Da Bogong à Kusu
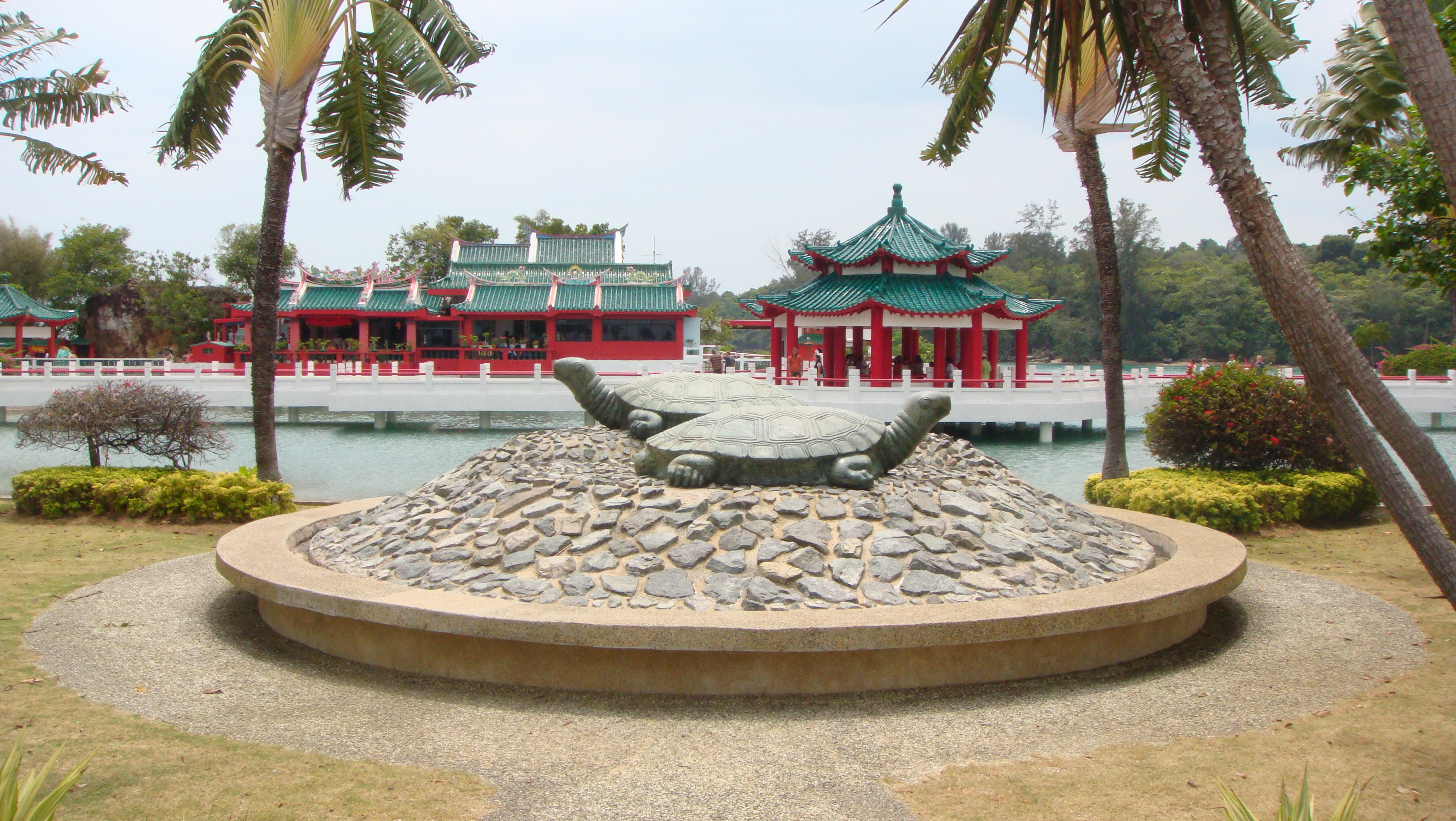
Tortues de marbre sur l'île